# Веселівська волость (Харківський повіт)
Веселівська волость — адміністративно-територіальна одиниця Харківського повіту Харківської губернії.

Найбільші поселення волості станом на 1914 рік:
- село Веселе — 3652 мешканці.
- село Стрілеча — 1421 мешканець.

Старшиною волості був Якименко Дмитро Мусійович, волосним писарем — Носатенко Євмін Єфремович, головою волосного суду — Круговий Микола Михайлович.